# Система изменения фаз газораспределения
Система изменения фаз газораспределения (англ. variable valve timing, VVT) в двигателях внутреннего сгорания предназначена для изменения времени открытия клапанов и часто применяется для улучшения показателей эффективности, экономичности и токсичности. Система все более часто используется совместно с системой изменения высоты подъёма клапанов. Изменение фаз газораспределения может достигаться разными способами: полностью механическим, электро-гидравлическим и при конструкции двигателей без использования кулачков. Одной из причин внедрения автопроизводителями систем изменения фаз газораспределения является законодательное ужесточение норм токсичности.

## Описание
Клапаны в двигателях внутреннего сгорания используются для управления потоками газов, втекающих и истекающих из камеры сгорания. Момент смены состояния клапана (открытие или закрытие), продолжительность нахождения в одном состоянии и высота подъёма этих клапанов в высокой степени оказывают влияние на эффективность двигателя. Без установки системы изменения фаз газораспределения или системы изменения высоты подъёма клапанов момент смены состояния этих клапанов будет независим от скорости и условий работы двигателя, что предполагает усреднённую настройку таких параметров. Система изменения фаз газораспределения позволяет избавиться от этого ограничения, позволяя улучшить эффективность во всем рабочем диапазоне двигателя.
В поршневых двигателях обычно клапаны приводятся в действие посредством распределительного вала. Кулачки открывают (поднимают) клапана на определённый промежуток времени (длительность) во время каждого цикла впуска и выпуска. Момент открытия и закрытия клапанов важен и зависит от положения коленчатого вала. Распределительный вал приводится в движение от коленчатого вала посредством приводного ремня, цепи или зубчатой передачи.
Для работы на высоких оборотах двигателю требуется большой объём воздуха. Однако в таком случае впускные клапана могут закрыться раньше, прежде чем в камеру сгорания поступит необходимое количество воздуха, что снижает эффективность. С другой стороны, при оборудовании двигателя распределительным валом, позволяющим клапанам дольше оставаться открытыми, например, при установке спортивных модификаций кулачков, двигатель будет испытывать проблемы при работе на низких оборотах. Открытие впускных клапанов до закрытия выпускных может приводить к выбросу не сгоревшего топлива из двигателя, что снижает эффективность двигателя и увеличивает токсичность.
Ранние системы изменения фаз газораспределения имели дискретный (ступенчатый) принцип действия. Например, одна настройка момента открытия и закрытия клапанов при работе двигателя на скорости ниже 3500 мин−1, вторая настройка — при работе двигателя на скорости выше 3500 мин−1. Более современные системы производят плавную (бесступенчатую) регулировку момента открытия и закрытия клапанов. Такие системы позволяют производить оптимальную настройку механизма газораспределения для любых скоростей и условий работы двигателя.
Одной из простейших реализаций системы изменения фаз газораспределения является система сдвига фаз, при которой распределительный вал может быть повёрнут на некоторый угол вперёд или назад относительно положения коленчатого вала. При этом клапана закрываются и открываются раньше или позже, однако высота подъёма клапанов и длительность открытия и закрытия остаются неизменны. Для возможности регулировки длительности в системе изменения фаз газораспределения требуется внедрение более сложных механизмов, включающих, например, несколько кулачковых профилей или колеблющиеся кулачки.

## Достигаемые результаты
Позднее закрытие впускных клапанов (англ. late intake valve closing, LIVC). Первыми реализациями изменения момента закрытия клапанов были системы, позволяющие оставлять клапан открытым дольше, чем в двигателе, не оборудованном такой системой. В результате был достигнут эффект выталкивания воздуха из цилиндра во впускной коллектор во время цикла сжатия. Вытесненный из цилиндра воздух повышает давление во впускном коллекторе, вследствие чего при следующем открытии впускного клапана воздух в цилиндр будет подаваться под бо́льшим давлением. В результате внедрения позднего закрытия выпускных клапанов достигается снижение потерь до 40 % во впускном тракте, а также снижение выбросов оксидов азота (NOx) до 24 %. Максимальный крутящий момент двигателя при этом снижается приблизительно на 1 %, а выбросы углеводородов не изменяются.
Раннее закрытие впускных клапанов (англ. early intake valve closing, EIVC). Другим способом снижения потерь во впускном тракте, применимым на малых скоростях работы двигателя, является создание высокого разрежения во впускном коллекторе, используя раннее закрытие впускных клапанов. Для достижения этого впускные клапаны должны закрываться в ходе цикла впуска. При малой загрузке потребности двигателя в топливо-воздушной смеси небольшие, однако достаточно высоки требования к наполнению ей цилиндров, что возможно достигнуть внедрением раннего закрытия впускных клапанов. Исследования показали, что на двигателях с ранним закрытием впускных клапанов наблюдается снижение потерь во впускном тракте до 40 %, а также увеличение экономичности до 7 %. Также наблюдается снижение выбросов оксидов азота до 24 % в режимах с частичной нагрузкой. Возможной негативной стороной внедрения раннего закрытия впускных клапанов является существенное снижение температуры в камере сгорания, что может вызвать увеличение выбросов углеводородов.
Раннее открытие впускных клапанов (англ. early intake valve opening). Ранее открытие впускных клапанов является способом существенного уменьшения токсичности. В традиционном двигателе для управления температурой в цилиндрах используется процесс, известный как перекрытие клапанов. При раннем открытии впускных клапанов часть выхлопных газов, перетекая через впускной клапан, попадает во впускной коллектор, где быстро охлаждается. При впуске инертные отработанные газы в значительной степени заполнят цилиндр, благодаря чему достигается снижение температуры в цилиндре и уменьшение выбросов оксидов азота. Также раннее открытие впускных клапанов улучшает объёмную эффективность, поскольку объём выброса отработанных газов уменьшается в ходе цикла выпуска.
Раннее и позднее закрытие выпускных клапанов (англ. early/late exhaust valve closing). Внедрение этих систем позволяет достигать уменьшения токсичности. В традиционном двигателе на цикле выпуска движением поршня отработанные газы выталкиваются в выпускной коллектор и далее в выхлопную систему. Посредством раннего и позднего закрытия выпускных клапанов возможно управлять объёмом отработанных газов, остающихся в цилиндре. Оставляя клапан открытым дольше обычного, достигается более полное его очищение от отработанных газов и заполнение цилиндра бо́льшим объёмом свежей топливо-воздушной смеси. При раннем закрытии выпускных клапанов в цилиндре остаётся больше отработанных газов, благодаря чему увеличивается экономичность. Система позволяет двигателю сохранять эффективность во всех режимах работы.

## Проблемы
Основным фактором, препятствующем повсеместному широкому внедрению системы в автомобильной промышленности, является создание экономически эффективных решений по управлению фазами газораспределения в зависимости от условий, имеющихся в двигателе. В двигателе, работающем при 3000 мин−1, распределительный вал должен вращаться со скоростью 25 с−1, таким образом для получения преимуществ моменты открытия и закрытия клапанов должны выбираться очень точно. Электромагнитные и пневматические системы, не использующие кулачки для привода клапанов, позволяют достичь максимальной точности в управлении моментом открытия и закрытия клапанов, однако, по состоянию на 2016 год не существует экономически эффективных реализаций для производителей массовых транспортных средств.

## Историческая справка

### Паровые двигатели
История поиска методов изменения длительности открытия клапанов начитается во времена паровых двигателей, где изменение длительности открытия клапанов известно как «отсечение пара». В ранних паровозах использовался так называемый редуктор Стивенсона, который и осуществлял изменение «отсечения», то есть изменение времени, после которого поступление пара в рабочий цилиндр прекращалось.
Ранние системы изменения «отсечения» соединяли в себе «отсечение» поступающего пара с разными реализациями отсечения отработанного пара. Разъединение этих систем было произведено с разработкой парового двигателя Корлисса. Его принцип был широко использован в стационарных двигателях, работающих на постоянной скорости с различной нагрузкой. В них управление «отсечением» поступающего пара и, как следствие, крутящего момента, осуществлялось центробежным регулятором и запорными клапанами.
После распространения тарельчатых клапанов была внедрена упрощённая система привода клапанов посредством распределительного вала. В подобных двигателях изменение «отсечения» могло быть достигнуто разным профилем кулачков, которые передвигались по распределительному валу регулятором.

### Авиация
В раннем экспериментальном двигателе V8 разработки фирмы Clerget-Blin, развивавшем 200 л. с., для изменения момента открытия и закрытия клапаном, использовался скользящий распределительный вал. В некоторых видах звездообразных двигателей фирмы Bristol Jupiter начала 1920-х годов также имеется система изменения момента открытия и закрытия клапанов, которая в основном использовалась на впускных клапанах для достижения большей компрессии. В двигателе Lycoming XR-7755 была установлена система изменения фаз газораспределения, состоящая из двух кулачков, которые могли быть выбраны пилотом: один для взлёта, ухода от погони и преследования, другой для экономичных полётов.

### Автомобили
Желательность наличия системы, позволяющей изменять продолжительность открытия клапанов для его соответствия скорости вращения двигателя, стала очевидной в 1920-х годах, когда предел максимально достижимых рабочих оборотов двигателя стал увеличиваться. К тому времени обороты двигателя на холостом ходу и при его загрузке отличались несущественно, поэтому не было необходимости в изменении длительности открытия клапанов. Незадолго до 1919 года Лоуренс Помрой (англ. Lawrence Pomeroy), главный конструктор компании Vauxhall, разработал двигатель H-Type объёмом 4,4 л, предназначенный для замены существовавшей в то время модели 30-98. В нём единственный распределительный вал мог перемещаться продольно, что позволяло использовать на нём различные профили. Первые патенты на системы изменения длительности открытия клапанов были выданы в 1920 году, например, патент США U.S. Patent 1 527 456.
В 1958 году компания Porsche подала в Германии, а также в Великобритании заявку на патент, который был опубликован под номером GB861369 в 1959 году. Патент Porsche описывал систему с колеблющимися кулачками, которые используются для увеличения высоты подъёма клапанов и времени их открытия. Десмодромные клапана приводятся в действие движущейся вверх-вниз тягой, соединённой с эксцентриковым валом или шайбовым механизмом. Неизвестно, был ли изготовлен хоть один рабочий прототип.
Первой компанией, запатентовавшей практически реализуемую на автомобилях систему изменения момент открытия и закрытия клапанов, включавшую систему изменения высоты подъёма клапанов, была Fiat. В системе, разработанной Джованни Торацца (итал. Giovanni Torazza) в конце 1960-х годов, гидравлическое давление использовалось для изменения точки опоры толкателей клапанов (U.S. Patent 3 641 988). Гидравлическое давление изменяется в зависимости от скорости работы двигателя и давления воздуха во впускном тракте. Обычное изменение момента открытия было 37 %.
Первой компанией, начавшей установку изменения момента открытия и закрытия клапанов на серийно изготовляемые автомобили, стала Alfa Romeo (U.S. Patent 4 231 330). Автомобили с системой впрыска топлива модели Alfa Romeo Spider в 1980-х годах комплектовались механической системой изменения фаз газораспределения. Она была разработана Джампаоло Гарчеа (итал. Giampaolo Garcea) в 1970-х годах. Модели Alfa Romeo Spider, начиная с 1983 года, комплектуются электронной системой изменения фаз газораспределения.
В 1987 году свою систему изменения момента открытия и закрытия клапанов N-VCT представила компания Nissan для своих двигателей VG20DET и VG30DE. В 1989 свою систему VTEC также представила Honda. Если ранние системы N-VCT от Nissan исключительно смещали фазы газораспределения, то в системе VTEC происходит переключения на другой профиль кулачка на высоких скоростях работы двигателя, чтобы увеличить максимальную мощность двигателя. Первым двигателем от Honda с системой VTEC был B16A, который устанавливался на модели Integra, CR-X и хетчбэки Civic, поставляемые в Европу и Японию.
В 1992 году Porsche представила систему VarioCam, которая стала первой системой с плавным изменением фаз газораспределения (все предыдущие системы были со ступенчатым их изменением). Система начала устанавливаться на автомобили Porsche 968 и работала только на впускных клапанах.

### Мотоциклы
Системы изменения фаз газораспределения устанавливались на мотоциклетные двигатели, однако были признаны бесполезными «техническими образцами» в конце 2004 года из-за увеличения веса при установке системы. После этого были выпущены следующие мотоциклы с системами изменения фаз газораспределения: Kawasaki 1400GTR/Concours 14 (2007 г.), Ducati Multistrada 1200 (2015 г.) и BMW R1250GS (2019 г.).

### Корабли и суда
Системы изменения фаз газораспределения имеют слабое распространение на корабельных двигателях. Корабельные двигатели от Volvo Penta с 2004 года комплектуются системой изменения фаз кулачков, управляемой ЭБУ двигателя, плавно изменяющей опережение или запаздывание распределительного вала.

### Дизельные двигатели
В 2007 году Caterpillar разработал двигатели Acert серий С13 и С15, в которых система изменения фаз газораспределения используется для снижения выброса оксидов азота с целью избежать использования системы рециркуляции выхлопных газов после введения требований EPA в 2002 году.
В 2009 году компания Mitsubishi разработала и начала серийное производство двигателей I4 модели 4N13 с двумя распределительными валами объёмом 1,8 л. Этот двигатель стал первым в мире дизельным двигателем для легковых автомобилей с системой изменения фаз газораспределения.

## В автомобильной промышленности
У каждого производителя двигателей данная технология имеет своё название.
- AVCS (Subaru)
- AVLS (Subaru)
- CPS (Proton), однако на новых моделях с 2016 года Proton называет технологию VVT
- CVTCS (Nissan, Infiniti)
- CVVT (разработана компаниями Hyundai и Kia, также встречается на Geely, Iran Khodro, Volvo)
- DCVCP (General Motors)
- DVT (Ducati)
- DVVT (Daihatsu, Perodua, Wuling)
- MIVEC (Mitsubishi)
- MultiAir (Fiat/FPT)
- N-VCT (Nissan)
- S-VT (Mazda)
- Ti-VCT (Ford)
- VANOS (BMW)
- VALVETRONIC (BMW, PSA)
- VarioCam (Porsche)
- VCT (Alfa Romeo)
- VTEC, i-VTEC (Honda, Acura)
- VTi, (Citroen, Peugeot, BMW)
- VVC (MG Rover)
- VVL (Nissan)
- Valvelift (Audi)
- VVA (Yamaha)
- VVEL (Nissan, Infiniti)
- VVT (Chrysler, General Motors, Proton, Suzuki, Isuzu, Volkswagen Group, Toyota)
- VVT-i, VVTL-i (Toyota, Lexus)

## Реализация на практике

### Переключение кулачков
В этой реализации используются разные профили кулачков. В определённый момент (как правило, при определённой скорости работы двигателя) при помощи привода происходит переключение между профилями. При таком способе реализации изменения фаз газораспределения также возможно изменение высоты подъёма клапаном и изменение длительности открытия клапанов, однако это изменение всегда происходит ступенчато и плавным быть не может. Первым серийным представителем таких систем стала система VTEC компании Honda. В системе VTEC при помощи изменения гидравлического давления приводится в действие штырь, замыкающий в работу коромысло, отвечающее за высокий подъём клапанов и большое время открытия, с находящимся вблизи коромыслом, отвечающим за низкий подъём клапанов и малое время открытия.

### Фазировка кулачков
Многие изготовляемые системы изменения фаз газораспределения работают по типу изменения фазировки кулачков посредством устройств, известных как жарг. фазовращатели (англ. variator). Это позволяет производить плавную регулировку, однако многие ранние подобные системы могли выполнять только ступенчатую регулировку. Однако, регулировка длительности открытия и высоты подъёма невозможна.

### Колеблющиеся кулачки
В этой реализации используются колебательные или качающиеся движения частей кулачков, которые выступают в роли толкателей. В свою очередь, толкатели открывают и закрывают клапана. В некоторых реализациях таких систем используется как традиционный профиль кулачков, так и эксцентриковые профили, и соединительные тяги. Принцип их действия подобен паровым двигателем, где объём пара, поступающего в рабочий цилиндр, регулируется моментом «отсечки» пара. Преимуществом таких систем заключается в плавном характере регулирования высоты подъёма клапанов и длительности открытия. Недостатком же является то, что подъём клапанов пропорционален длительности открытия, и их независимая регулировка невозможна.
Примерами подобных систем являются Valvetronic (BMW), VVEL (Nissan) и Valvematic (Toyota), в них системы колеблющихся кулачков устанавливаются только на впускных клапанах.

### Эксцентриковый привод кулачков
Системы с эксцентриковым приводом кулачков работают посредством эксцентрикового дискового механизма, который уменьшает и увеличивает угловые скорости профиля кулачков при их вращении. Уменьшение этой скорости во время, когда клапан открыт, соответствует увеличению длительности открытия клапана. Преимуществом такой системы является возможность независимой регулировки длительности открытия клапанов и высоты подъёма (однако, в них невозможна регулировка подъёма). К недостаткам этих систем относится их сложность (необходимо устанавливать два эксцентриковых привода и два их контроллера на каждый цилиндр — по одной паре устройств на впускные и выпускные клапана), что увеличивает стоимость системы.
Единственным производителем, внедрившим такую системы, стал MG Rover.

### Трёхмерный профиль кулачков
В этих системах кулачки имеют профиль, который также изменяется по их длине в форме, подобной конической. На одном конце кулачка представлен профиль с малой высотой подъёма клапанов и малым временем открытия, на другом конце — профиль с большой высотой подъёма клапанов и увеличенным временем открытия. В средней части длины кулачка осуществляется плавный переход между этими профилями. Плавная регулировка высоты подъёма клапанов и длительности открытия может быть осуществлена смещением места контакта толкателя клапана с профилем кулачка. Это достигается путём осевого перемещения распределительного вала («скольжением» вдоль двигателя), таким образом неподвижный толкатель клапанов будет контактировать с разными участками профиля кулачка, благодаря чему достигаются разные значения высоты подъёма клапанов и длительности открытия. Недостатком этих систем является крайне сложное проектирование профиля кулачков, поскольку конструкция должна обеспечивать минимальные контактные напряжения, возникающие из-за изменений профиля.
Обычно к использующим такую систему относят Ferrari, тем не менее остаётся доподлинно неизвестным, используются ли подобные системы в её серийных моделях.

### Двухвальный комбинированный профиль кулачков
Об использовании этих систем в серийных двигателях информация отсутствует.
Система состоит из двух близко расположенных распределительных валов и поворотного толкателя, который приводится в действие обоими распределительными валами. Движение этого толкателя передаёт движение профилей кулачков обоих распределительных валов одновременно. Каждый распределительный вал оборудуется своей системой изменения фаз газораспределения, которые позволяют изменять угловое положение распределительных валов относительно коленчатого вала. Профиль кулачков на одном распределительном валу управляет закрытием клапанов, а профиль кулачков на другом распределительном валу — закрытием тех же клапанов. Таким образом, регулировка длительности открытия клапанов регулируется интервалом между этими событиями.
Среди недостатков таких систем можно выделить:
- При большой длительности открытия высота профиля на одном кулачке может начать уменьшаться, в то время как на другом — увеличиваться. Это будет приводить к суммарному уменьшению высоты профиля кулачков и может вызывать недостатки в динамике двигателя. Имеются патенты, посвящённые решению в некоторой степени проблемы неравномерной высоты открытия клапанов, тем самым делающие возможной работу системы на полной высоте профиля кулачков при большой длительности открытия клапанов[20][21][22].
- Из-за наличия в системе двух распределительных валов увеличиваются размеры системы, толкателей и других элементов.

### Двухвальный комбинированный профиль кулачков с соосным расположением валов
Об использовании этих систем в серийных двигателях информация отсутствует.
Принцип работы системы также состоит в том, что один толкатель приводится в действие профилями кулачков, расположенных на двух разных распределительных валах. С точностью до ограничения по углу, обусловленного радиусом оконечного закругления толкателя, толкатель «ощущает» комбинацию поверхностей двух профилей кулачков как плавную, непрерывную поверхность. Когда вращение кулачков максимально выровнено, длительность открытия клапана минимальна и соответствует профилю каждого кулачка по отдельности. Наоборот, когда угол между кулачками при вращении наибольший, длительность открытия клапана максимальна. Основным ограничением подобных систем является то, что возможно только регулировка длительности открытия клапанов, равная (в градусах движения распределительного вала) закруглению профиля острого конца кулачка.
Подобный принцип лёг в основу, вероятно, первой запатентованной в 1925 году Ведомством по патентам и товарным знакам США системы изменения кулачков (U.S. Patent 1 527 456). Также к данном типу относится так называемый «распределительный вал Клемсона».

### Спиральный распределительный вал
Также «Двухвальный комбинированный профиль кулачков с соосным расположением валов и спиральным движением», об использовании этих систем в серийных двигателях информация отсутствует.
Принцип аналогичен ранее рассмотренному, в нём могут использоваться такого же профиля длительности. Однако вместо простого плоского поворота кулачков для регулировки используется совокупность осевого и поворотного движений, что является трёхмерным спиральным движением. Посредством такого движения преодолеваются ограничения, связанные с длительностью в ранее рассмотренной системе. Длительность открытия клапанов при этом теоретически не ограничена, однако обычно не составляет более 100 градусов движения распределительного вала, чего достаточно для работы в большинстве ситуаций.
По сообщениям, кулачки для таких системы сложны и затратны в изготовлении, требуется очень высокая точность при изготовлении спиральных элементов, а также должна быть обеспечена бережная сборка.

### Двигатели без кулачков
К таким двигателям относятся те двигатели, которым не требуется распределительный вал для управления клапанами. Клапана в таких системах обладают высокой гибкостью для регулирования фаз газораспределения и высоты подъёма клапанов. Тем не менее, по состоянию на 2019 год не существует подобных систем, предназначенных для транспортных средств для дорог общего пользования.
Выделяют следующие типы двигателей без кулачков:
- электромеханические (с использованием электромагнитов)
- гидравлические
- пневматические
- с использованием шаговых двигателей.